# Richard D. Mahoney

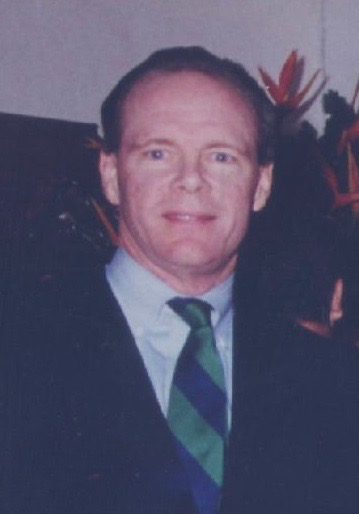
Richard Mahoney

Richard „Dick“ D. Mahoney (* 28. Mai 1951 in Phoenix, Arizona) ist ein US-amerikanischer Professor und Politiker (Demokratische Partei).

## Werdegang
Richard D. Mahoney, Sohn von Alice Phelan Doyle (1923–2011) und William Patrick Mahoney junior (1916–2000), wurde 1951 im St. Joseph's Hospital in Phoenix (Maricopa County) geboren. Er hat acht Geschwister.
Seine Familie ließ sich im 19. Jahrhundert im Arizona-Territorium nieder. Er gehört zu der vierten Generation, welche in Arizona ansässig ist. Sein Großvater William Patrick Mahoney senior († 1967) war Sheriff vom Mohave County und Senator für das Arizona-Territorium. William Patrick Mahoney junior fungierte von 1953 bis 1956 als Attorney vom Maricopa County. Am 21. Mai 1962 wurde sein Vater durch den Präsidenten John F. Kennedy zum US-Botschafter in Ghana ernannt. Sein Vater trat am 22. Juni 1962 seinen Posten an und bekleidete diesen bis zum 26. Mai 1965. 
Er besuchte die lokalen Schulen in Phoenix. Dann ging er auf die Princeton University, wo er 1972 mit einem Bachelor of Arts in Geschichte (magna cum laude) graduierte. Seinen Ph.D. in Internationalen Beziehungen machte er 1976 an der Johns Hopkins University-School of Advanced International Studies. 1979 graduierte er mit einem Juris Doctor an der Arizona State University. Außerdem machte er einen Certificat d’études primaires (C.E.P.) in Wirtschaft am Institut d’études politiques de Paris in Frankreich.
Von 1980 bis 2001 unterrichtete er 20 Jahre lang als Professor für International Business Management Studies (IBMS) an der Thunderbird School of Global Management. Während der 1990er Jahre half er dabei die Harvard Business School von ihrem ersten Platz als International Business School durch die Thunderbird School of Global Management zu verdrängen.
Mahoney bekleidete von 1991 bis 1995 den Posten als Secretary of State von Arizona. Er kandidierte 1994 für den US-Senatssitz (Klasse 1) von Arizona und 2002 für den Posten des Gouverneurs von Arizona.
Nach dem Ende seiner Amtszeit als Secretary of State wurde er Executive Director von der Nuestra Familia Foundation in Arizona, welche Social Entrepreneurship Projekte in zwei lateinamerikanischen Ländern betreibt.
Mahoney trat 2008 den Elizabeth Evans Baker Professorship of Peace and Conflict Studies am Juniata College in Huntingdon (Pennsylvania) an. In der Folgezeit war er auch als Direktor vom Baker Institute for Peace and Conflict Sudies tätig, einem der ältesten und bekanntesten Institute im Land. Am 1. Juli 2012 wurde er zum Direktor der School of Public and International Affairs (SPIA) an der North Carolina State University ernannt, welches Teil vom North Carolina State University College of Humanities and Social Sciences ist. Der Dekan vom North Carolina State University College of Humanities and Social Sciences Jeff Braden gab folgendes betreffend Mahoney von sich:

„Dick Mahoney brings wide-ranging experience and a unique perspective to our School of Public and International Affairs. His background in politics, his interdisciplinary orientation, and his global perspective will strengthen and enhance SPIA’s foundation. We are delighted to have him join us.“

Mahoney hat zwei Doktortitel, einen in Jura und den anderen in Internationalen Beziehungen. Er hält seine Vorlesungen in drei Sprachen: Spanisch, Französisch und Englisch. In seiner Berufslaufbahn hat er mehr als 30 interdisziplinäre Programme, Abschlüsse und Bildungsmodule für Unternehmensleitung ins Leben gerufen, sowohl in den Vereinigten Staaten als auch in Übersee. Mahoney wird als einer der führenden Historiker in den Vereinigten Staaten betreffend der Kennedy-Familie angesehen und ein John F. Kennedy Scholar an der University of Massachusetts. Er verfasst Artikel und berät betreffend Internationaler Sicherheit. Bis 2012 verfasste er vier Bücher und Dutzende von Artikeln, war Chefredenschreiber während zwei Präsidentschaftswahlkampagnen, entwarf und realisierte mehrere nationale Kommunikationskampagnen, leitete mehrere Dokumentationen, und verfasste und bearbeitete mehr als ein Dutzend von Filmskripts für Filmen in Spielfilmlänge.

## Werke
- Sons & Brothers: The Days of Jack and Bobby Kennedy, Arcade Publishing, 1999, ISBN 978-1-5597-0480-9
- Of the Progresse of the Bodhisattva: The Bodhisattvamārga in the Śikṣāsamuccaya : a Thesis Submitted in Partial Fulfilment of the Requirements for the Degree of Master of Arts, Department of Philosophy and Religious Studies, University of Canterbury, University of Canterbury, 2002
- Absurdités Canadiennes, Alain Demers, 2007, ISBN 978-2-9807-8551-1 (Mitverfasser)
- The Evidence Act 2006: Act and Analysis, Thomson Brookers, 2007, ISBN 978-0-8647-2606-3
- The Kennedy Brothers: The Rise and Fall of Jack and Bobby, Skyhorse Publishing, Inc., 2011, ISBN 978-1-6287-2111-9
- Getting Away With Murder: The True Story Behind American Taliban John Walker Lindh and What the U.S. Government Had to Hide, Skyhorse Publishing, Inc., 2013, ISBN 978-1-6287-2158-4
- Search and Surveillance: Act and Analysis, Thomson Reuters, 2013, ISBN 978-0-8647-2777-0 (Mitverfasser)